# Alicja Jadwiga Kotowska
Blahoslavená Alicja Jadwiga Kotowska (20. listopadu 1899 Varšava – 11. listopadu 1939 Wielka Piaśnica), byla polská řeholnice kongregace Sester zmrtvýchvstání, popravená nacisty v roce 1939. Katolická církev jí uctívá jako blahoslavenou mučednici.

## Život
Narodila se jako Jadwiga Kotowska ve Varšavě 20. listopadu 1899. V osmnácti letech začala na Varšavské univerzitě studovat medicínu, později působila jako sestra Červeného kříže. V roce 1922 vstoupila do kongregace Sester zmrtvýchvstání a přijala řeholní jméno Alice. 15. srpna 1928 složila věčné sliby. Později byla představenými poslána do severopolského města Wejherowo s pověřením k založení církevní školy. Mezi místními obyvateli si rychle získala velkou oblibu.
Od podzimu 1939 byla sledována gestapem a nakonec 24. října 1939 zatčena. Důvodem byly její vlastenecké aktivity. Vězení jí nezlomilo a snažila se povzbuzovat své spoluvězeňkyně. Nakonec 11. listopadu 1939 byla připojena ke skupině dalších vězňů a židovských dětí. Byla spolu s nimi vyvezena do lesa a zastřelena. Všichni popravení byli pak pohřbeni v hromadném hrobě. Při poválečné exhumaci nebyly ostatky sestry Alice identifikovány, byl pouze nalezen pozůstatek jejího růžence.

## Beatifikace
Dne 13. června 1999 papež sv. Jan Pavel II. prohlásil sestru Alici za blahoslavenou ve skupině 108 polských mučedníků z období nacismu.